# مایورواتس
مایورواتس (به صربی: Maljurevac) یک منطقهٔ مسکونی در صربستان است که در ناحیه برانیچوو واقع شده‌است. مایورواتس ۵۴۸ نفر جمعیت دارد.